# カシワクラツトム
カシワクラ ツトム（1966年3月1日 - ）は、日本の男性声優、音響監督。神奈川県横浜市、相模原市出身。Magus（マグス）所属。
本名・旧芸名は柏倉 つとむ（読みは同じ）。音響監督の仕事を始めた当初は柏倉 ツトムの名前でも活動していた。2004年9月に現在の芸名に変更。

## 経歴
幼少期は内向的な子供だったが、その割には大胆な事も平気でしでかすという変な性格も持ち合わせていたという。
大の漫画・アニメ好きで、特に少女漫画が好きで、妹が何冊か月刊雑誌を買っており、中学生になり漫画に興味を湧き始める。少女漫画を描いてみようと考えて道具を色々と揃えていたが、才能がないことに気付いて挫折。
その後、アニメにも興味を持ち、芝居や声優にも興味が出てくるようになり、職業としての声優を知り、テレビやラジオの番組制作にも興味を持ち、放送委員会に所属。
高校に進学後、舞台など観るようになってからは高校3年生の時に芝居を勉強するサークルに参加し、高校卒業後、アルバイトを経験。
いつか『マジンガーZ』の兜甲児の役をやってみたいと思っており、その夢の延長で知り合いだったナレーターとして活動していた人物が講師になるという理由で誘われてアーツビジョン演技研究所の1期生となった。
19歳の時に偶々好きだった漫画である岡崎つぐおの『ジャスティ』がアニメ化される話を聞いて小学館と制作会社とディレクターに電話。
当初は高い声であり、女性に間違われて「男です」と言ったところ興味を持ってくれて同養成所卒業後、「もう一度電話してください」と言われ、デモテープを聞いて「じゃあ、やれる役があったら」と一週間後くらいに『星銃士ビスマルク』のアントニオ役で呼ばれて、フリーで声優デビュー。
以前は大沢事務所に所属していた。
2000年頃より音響監督も務めるようになる。

## 人物・エピソード
役柄としては子供、少年、青年など色々なキャラクターを演じており、ほんの僅かだが、中年、老人も演じていた。
長年演じている『ちびまる子ちゃん』のはまじ役に関しては「兄弟の面倒をよく見て、僕よりもしっかりものだが、どこか抜けているところは共通点」と語る。2018年の「さくらももこさん ありがとうの会」では、モデルである実在の浜崎憲孝と「W（ダブル）はまじ」として共演を果たした。
テレビゲームとパソコン好き。ゲームに関しては新作ソフトは一通り買い、寝食も忘れてやりこんでしまうほど（本人曰く「猿のラッキョウ剥き状態」）であり、ゲームを止めるためにテレビのモニターにタイマーをつけていた。

## 出演
太字はメインキャラクター。

### テレビアニメ
1985年
- 機動戦士Ζガンダム（ナビゲーター）
- 星銃士ビスマルク（アントニオ）

1986年
- 機動戦士ガンダムΖΖ（1986年 - 1987年、グレミー・トト）
- めぞん一刻（学生B 他）

1987年
- エスパー魔美（生徒C、生徒B、少年B、生徒A、スタッフB、男子生徒A、男子生徒）
- 機甲戦記ドラグナー（1987年 - 1988年、ダン・クリューガー）
- プロゴルファー猿（二期生(2)）

1988年
- トランスフォーマー 超神マスターフォース（ライトフット）
- ハロー!レディリン（ポール）
- ひみつのアッコちゃん（1988年）（新谷少年）
- ビックリマン（ピーコック帝子、橋かける蔵王、お払い聖武）
- ビリ犬（1988年 - 1989年、大福マメオ） - 2シリーズ

1989年
- 青いブリンク（ランディ）
- それいけ!アンパンマン（1989年 - 1993年、やかんまん〈初代〉、パンポン、わさびさん〈初代〉）
- チンプイ（子供A、生徒）
- らんま1/2 熱闘編

1990年
- キャッ党忍伝てやんでえ（カラス忍者A、ミエトル、ギヤマン0号B）
- 新ビックリマン（綾取魔CHO）
- ちびまる子ちゃん（1990年 - 、家庭教師、えびす君〈初代〉、はまじ、小山、中島〈初代〉、山本雪男〈初代〉、ひろしの兄、石松寿司の主人〈3代目〉 他） - 2シリーズ
- まじかる☆タルるートくん（激烈号）
- PEACH COMMAND 新桃太郎伝説（パッキン）
- 藤子不二雄Aの夢魔子（社員B、部員B、生徒A）
- 魔法使いサリー（1989年版）（1990年 - 1991年、風太郎、ボブ、ムウ）

1991年
- おぼっちゃまくん（1991年 - 1992年、少年、折目正）
- きんぎょ注意報!（浅羽〈2代目〉、美少年）
- ジャンケンマン（ムシカゴくん）
- どろろんぱっ!（桔梗丸）
- 燃えろ!トップストライカー（ロベルト・コンチーニ、三浦りょう）
- RPG伝説ヘポイ（星の玉子さま）

1992年
- 宇宙の騎士テッカマンブレード（ルイス、オペレーターA）
- クレヨンしんちゃん（1992年 - 1996年、店員、まゆつば商事の社員、伸田ラーメンの店員、アキラ）
- 少年アシベ2（アッキー）
- スーパービックリマン（1992年 - 1993年、ビシュヌティキ）
- 地球SOS それいけコロリン（汚死魔栗男）
- ツヨシしっかりしなさい（1992年 - 1994年、男子生徒、男子学生B）
- バトルファイターズ 餓狼伝説（テリー〈少年時代〉）
- 美少女戦士セーラームーン（篠川貴人）
- 姫ちゃんのリボン（森）
- ママは小学4年生（男子生徒、英吉、児童会長）
- 南国少年パプワくん（1992年 - 1993年、ナカイくん、ヒキガエル / 桑田くん）

1993年
- 剣勇伝説YAIBA（1993年 - 1994年、ナメクジ男、ナマコ男）
- GS美神（サブ）
- 楽しいウイロータウン（ターヤン）
- 超電動ロボ 鉄人28号FX（シーモア）
- ドラえもん（テレビ朝日版第1期）（セールスマン）
- バトルファイターズ 餓狼伝説2（テリー〈少年時代〉）
- 美少女戦士セーラームーンR（サフィール）
- ポコニャン!（柊秀作）
- 若草物語 ナンとジョー先生（ジャック）
- 笑ゥせぇるすまん（矢和井一夫）

1994年
- 赤ずきんチャチャ（バラバラマン先生）
- カラオケ戦士マイク次郎（1994年 - 1995年、舟木よしお）
- キャプテン翼J（松山光、岸田猛、ファーラン・コンサワット、長崎順一 他）
- SAMURAI SPIRITS 〜破天降魔の章〜（子供A）
- 白雪姫の伝説（ミルク）
- 超くせになりそう（アナウンサー）
- とんでぶーりん（1994年 - 1995年、武者小路琢磨、クロコ）
- 覇王大系リューナイト（乾）

1995年
- 愛天使伝説ウェディングピーチ（山本隆司、シモシモ）
- アニメ世界の童話（次男、王子、くるみわり人形）
- 怪盗セイント・テール（望月ユタカ）
- 恐竜冒険記ジュラトリッパー（スネーク）
- 天地無用!（餘󠄂部）
- ナースエンジェルりりかSOS（西所沢、デルフォ）
- ロミオの青い空（アンゼルモ）

1996年
- 家なき子レミ（エミール）
- こどものおもちゃ（1996年 - 1998年、溝口、小牧、西川） - 2シリーズ
- バケツでごはん（氷室）
- はじめ人間ゴン（みかづき）
- 水色時代（八王子、山下）
- 勇者指令ダグオン（先生、アーク星人）

1997年
- 学級王ヤマザキ（下部拓也）
- 金田一少年の事件簿（1997年 - 2000年、鴨下あきら、椎名真木男、万田光男、伊能耕平）
- ゲゲゲの鬼太郎（第4作）（座敷童子、カワウソ）
- ケロケロちゃいむ（タマちゃん）
- 手塚治虫の旧約聖書物語（ヤペテ）
- 白鯨伝説（シロー・トキサダ）
- 勇者王ガオガイガー（1997年 - 1998年、猿頭寺耕助、数納鷹泰、ペンチノン）
- るろうに剣心 -明治剣客浪漫譚-（新八〈回想〉）

1998年
- 吸血姫美夕（神魔・傀儡）
- おじゃる丸（ギスギス）
- こっちむいてみい子（吉田郁也）
- ジェネレイターガウル（リョウ）
- 時空探偵ゲンシクン（リー）
- 星方武侠アウトロースター（ハリー・マクドゥーガル、ジーン〈14歳〉）
- 超魔神英雄伝ワタル（ケン）
- ドクタースランプ（1998年 - 1999年、子分）
- ポケットモンスター（1998年 - 1999年、ケイタ、ミケオス）
- 遊☆戯☆王（獏良了）

1999年
- イソップワールド（猫のコック、果物屋、ウサギB）
- こちら葛飾区亀有公園前派出所（チャーリー小林）
- 十兵衛ちゃん -ラブリー眼帯の秘密-（針生鉄斎、天地無用之介）
- セイバーマリオネットJ to X（笑念）
- ゾイド -ZOIDS-（ヴェルデ）
- 地球防衛企業ダイ・ガード（佐伯徹）
- 爆球連発!!スーパービーダマン（渡辺完治）
- Bビーダマン爆外伝V（たんとうボン）

2000年
- キョロちゃん（三つ子パパ）
- だぁ!だぁ!だぁ!（化学の先生）
- マシュランボー（ハクバー、手下A、ダバ、チンピラ）
- 女神候補生（アーネスト・クォーレ）
- モンスターファーム〜伝説への道〜（ガリ）

2001年
- シャーマンキング（コンチ）

2005年
- 勇者王ガオガイガーFINAL GRAND GLORIOUS GATHERING（猿頭寺耕助、数納鷹泰、トモロ0117）

### 劇場アニメ
1986年
- 11人いる!（チャコ）
- GREY デジタル・ターゲット（ティム）

1987年
- ドラえもん のび太と竜の騎士（地底人F）

1989年
- ヴイナス戦記（クリス）

1990年
- ちびまる子ちゃん（浜崎くん）

1992年
- ちびまる子ちゃん わたしの好きな歌（はまじ）

1993年
- MOTHER 最後の少女イヴ（デュー）
- ろくでなしBLUES 1993（勝嗣）

1996年
- それいけ!アンパンマン 空とぶ絵本とガラスの靴（やかんまん）
- トイレの花子さん（石渡タクミ）

1997年
- 地獄先生ぬ〜べ〜 午前0時ぬ〜ベ〜死す!（加々美潤）

2015年
- ちびまる子ちゃん イタリアから来た少年（はまじ）

### OVA
1987年
- くりいむレモン PART15 超次元伝説ラルII(ペルル)
- 風と木の詩 SANCTUS -聖なるかな-（カール）
- 戦国奇譚妖刀伝（森蘭丸）
- デジタル・デビル物語 女神転生（生徒）
- 笑う標的（級友）

1988年
- 新くりいむレモン e・tudeII〜早春コンチェルト〜（まさひこ）
- 宇宙家族カールビンソン（ジッソー）

1989年
- 寒月一凍悪霊斬り 神州魑魅変異聞（銀之助）
- ザ・ボーグマン ラストバトル（シャオ・シェン）

1990年
- 暗黒神話（坊主）
- トランスフォーマーZ（ラビクレーター）
- BE-BOP-HIGHSCHOOL（中学生B、立花商業不良A）

1991年
- ダークキャット（影崎留意）

1992年
- 間の楔（キャル）
- 紅いハヤテ（鞍馬幻舞）
- くりいむレモン 青い性〜アンジェ&ローズ〜（としや）
- KO世紀ビースト三獣士（ブレーン）
- ジャンケンマン 怪獣大決戦（ムシカゴくん）

1994年
- 臀撃おしおき娘ゴータマン（恐怖新聞男）
- マクロスプラス

1995年
- 赤ずきんチャチャ（1995年 - 1996年、バラバラマン先生）

1996年
- 僕のセクシャルハラスメント（望月順哉）
- ランドロック（ルーダ）

1997年
- 超獣伝説ゲシュタルト（蒼子）

2000年
- 勇者王ガオガイガーFINAL（猿頭寺耕助、トモロ0117）

### ゲーム
1991年
- 改造町人シュビビンマン2 -新たなる敵-（太助）

1992年
- BABEL（ヘス）
- 魔法の少女シルキーリップ（猿留宗彦〈サル〉）

1996年
- キャプテン翼J GET IN THE TOMORROW（松山光）
- ちびまる子ちゃん まる子デラックスクイズ（ハマジ）

1998年
- SDガンダム GGENERATION（1998年 - 2025年、グレミー・トト、ジュナス・リアム〈NEO - 〉） - 15作品

1999年
- スーパーロボット大戦コンプリートボックス（グレミー・トト）
- 勇者王ガオガイガー BLOCKADED NUMBERS（猿頭寺耕助）

2000年
- スーパーロボット大戦α（グレミー・トト）
- スキャンダル（黒樹玲子）

2001年
- スーパーロボット大戦α for Dreamcast（グレミー・トト）

2002年
- シャーマンキング スピリット オブ シャーマンズ（コンチ）
- スーパーロボット大戦IMPACT（グレミー・トト、ジオン兵）

2003年
- 第2次スーパーロボット大戦α（猿頭寺耕助、ペンチノン）
- ロックマンゼロ2（エルピス）

2004年
- スーパーロボット大戦MX / MX ポータブル（2004年 - 2005年、ダン・クリューガー） - 2作品
- スーパーロボット大戦GC / XO（2004年 - 2006年、ダン・クリューガー） - 2作品

2005年
- 新世紀勇者大戦（アーク星人）
- 第3次スーパーロボット大戦α 終焉の銀河へ（トモロ0117）

2006年
- 機動戦士ガンダム クライマックスU.C.（グレミー・トト）

2007年
- ガンダム無双（2007年 - 2008年、グレミー・トト） - 2作品

2008年
- スーパーロボット大戦A PORTABLE（グレミー・トト、ジオン強化兵、ダン・クリューガー）

2009年
- ちびまる子ちゃんDS まるちゃんのまち（はまじ）

2013年
- ジョジョの奇妙な冒険 オールスターバトル（シアーハートアタック）

2015年
- ジョジョの奇妙な冒険 アイズオブヘブン（シアーハートアタック）
- スーパーロボット大戦BX（トモロ0117）

2016年
- ガンダムジオラマフロント（グレミー・トト）

2018年
- スーパーロボット大戦X（グレミー・トト）

2022年
- SDガンダム バトルアライアンス（グレミー・トト） - DLC追加キャラクター

### 吹き替え
- とびだせフィリックス（フィリックス）
- バックマン家の人々（ゲリー〈ホアキン・フェニックス〉）※テレビ東京版
- テンプテーション（ジョエル)
- 真夜中の処刑ゲーム（クロエ)

### CD
- アニメイトCDコレクション サイバーボッツ（神楽千代丸）
- CD DORAMA ラグーンエンジン（演出）
- 勇者王ガオガイガーシリーズ
  - スペシャルドラマ1 〜サイボーグ誕生〜（猿頭寺耕助）
  - スペシャルドラマ2 〜ロボット闇酷冒険記〜（猿頭寺耕助）
  - スペシャルドラマ3 〜最強勇者美女軍団〜（猿頭寺耕助、数納鷹泰）
  - スペシャルドラマ4 〜ID5は永遠に…〜（猿頭寺耕助、猿頭寺耕市）
- リマスタートラック ロックマンゼロ・テロス（TK31）
- スーパービックリマン ヒット曲集（ビシュヌ・ティキ）
- 赤ずきんチャチャ 聖（セント）まじかるレビュー Vol.4 お昼のバナナアワー（バラバラマン先生）
- 覇王大系リューナイト CDシネマ2「ティア・ダナーンの闘い」第1章（ジェニス）
- 紅と蒼の伝説ランドロック Vol.1 - 3（ルーダ）
- とんでぶーりん
  - ドラマ編 ブーリンゴ・ミックスジュース 愛と勇気のピッグガール（武者小路琢磨）
  - ぶの2 ハロー、ブーリンゴ・ストーンズ（武者小路琢磨）
  - オリジナル・ドラマ みんなぶーりんになりたかった（武者小路琢磨）
- 地球防衛企業 ダイ・ガード 実録! (株)21世紀警備保障 新年度大宴会（佐伯徹）
- ドラゴンクエスト列伝 ロトの紋章（異魔神）
- WILD☆ACT（尾長サナエ）
- ラダマントゥス 外伝-遠い想い（アリカント）
- 幼馴染み（松木誠）
- ラキア CD COLLECTION ロマンティスト・テイスト（長谷川奏）
- 危ない修学旅行（一条克己）
- MIND ASSASSIN2 ドラマCD（少年リヒター、警察官）
- ピアスCD 一寸枕草紙（いっすんまくらぞうし）（女、魔物、国民）
- 超獣伝説ゲシュタルト（蒼子）
- こちら葛飾区亀有公園前派出所 こち亀百歌選〜主題歌ベストコレクション〜（チャーリー小林）
- ちびまる子ちゃん ごきげん〜まる子の音日記〜（はまじ）

### カセット
- 被虐の荒野（メラニー・マーフィ）
- タクミくんシリーズ そして春風にささやいて（高林泉）

### ラジオ
- 紅と蒼の伝説ランドロック（文化放送）

### その他
- ソースネクスト メキメキ算数伝説/算数伝説 ドラゴンクリスタルを探せ（ポーン）

## 音響監督

### テレビアニメ（音響監督）
2000年
- はじめの一歩 ※音響演出助手

2001年
- 学園戦記ムリョウ ※音響演出助手
- テイルズ オブ エターニア THE ANIMATION ※三間雅文との連名

2002年
- 藍より青し ※三間雅文との連名
- 十二国記

2003年
- 藍より青し〜縁〜
- GAD GUARD ※三間雅文との連名
- 人間交差点

2004年
- サムライチャンプルー

### OVA（音響監督）
- チャイナさんの縮小（2001年）※三間雅文との連名
- チャイナさんの惑星（2001年）※三間雅文との連名
- ナースウィッチ小麦ちゃんマジカルて（2002年）※KARTE.2まで三間雅文との連名
- ナースウィッチ小麦ちゃんマジカルてZ（2004年）※おぺ.1のみ担当

### 劇場アニメ（音響監督）
- 頭文字D Third Stage（2001年）※音響演出助手
- メトロポリス（2001年）※音響演出助手
- 千年女優（2002年）※音響演出助手
- 東京ゴッドファーザーズ（2003年）※キャスティングマネージャー
- 茄子 アンダルシアの夏（2003年）※音響演出

### ゲーム（音響監督）
- 遙かなる時空の中で6（2015年）

### シリーズ一覧
1. ↑  『GGENERATION』（1998年）、『ZERO』（1999年）、『F』（2000年）、『F.I.F』（2001年）、『NEO』（2002年）、『SEED』（2004年）、『PORTABLE』（2006年）、『SPIRITS』（2007年）、『WARS』（2009年）、『WORLD』『3D』（2011年）、『OVER WORLD』（2012年）、『GENESIS』（2016年）、『CROSSRAYS』（2019年）、『ETERNAL』（2025年）